# Karahayıt, Pamukkale
Karahayıt là một thị trấn thuộc huyện Pamukkale, tỉnh Denizli, Thổ Nhĩ Kỳ. Dân số thời điểm năm 2010 là 1.022 người.